# Zócalo (geología)
Se llama zócalo o basamento en geología a la masa relativamente rígida de rocas ígneas y metamórficas de la corteza continental que yace debajo de la cobertera sedimentaria, formada por el depósito de materiales en un ciclo orogénico posterior.

## Constitución
Después de un ciclo orogénico, o varios consecutivos, la erosión descubre y allana terrenos profundos que forman los cimientos de la corteza continental en las regiones, geotectónicamente ya consolidadas que llamamos cratones. Las partes de los cratones más antiguas y adelgazadas por la isostasia se llaman escudos, y en ellas el zócalo aflora, cubierto a menudo solamente por la roca alterada, el suelo y la vegetación. En las regiones aún geológicamente activas los empujes horizontales quiebran el zócalo, levantando relieves; de la erosión de éstos, y de los orógenos próximos, proceden los materiales que recubren el zócalo, formando una cobertera sedimentaria, poco deformada o diferencialmente deformada. En esas regiones de los cratones, a las que podemos llamar plataformas sedimentarias o plataformas continentales (expresión equívoca que se usa también para el banco continental, la parte sumergida de los cratones), la parte más extensa de los continentes, es donde alcanza el máximo valor el concepto de zócalo.
El límite entre zócalo y cobertera es una discordancia característica, cuya forma no depende de las estructuras del zócalo, sino que es una superficie topográfica «fosilizada», el resultado de una prolongada erosión que se conserva ahora protegido por los materiales de la cobertera. Los materiales de la cobertera son materiales depositados sobre el zócalo, de origen sedimentario o volcánico, aunque pueden haber sufrido después algún grado de metamorfismo.
El zócalo está hecho de rocas cristalinas, principalmente granitos —que forman la mayor parte del espesor de los cratones— o rocas metamórficas de elevado grado de metamorfismo, principalmente gneises, y rocas mixtas (migmatitas). Son materiales proporcionalmente densos (en comparación con las otras rocas de la corteza) y, a la temperatura y presión relativamente bajas de lo que no deja de ser la zona superficial de la geosfera, bastante rígidos; esto hace que respondan a los esfuerzos tectónicos quebrándose, fallándose, a diferencia de los materiales de la cobertera, que tienden a plegarse. La diferencia de presión confinante, mayor en el zócalo, hace que la deformación plástica, cuando se observa, sea en él de tipo similar, a diferencia de lo que ocurre en la cobertera, donde los materiales son sobre todo rocas estratificadas (sedimentarias o de bajo grado metamórfico) que tienden al plegamiento concéntrico, el tipo de plegamiento con acortamiento horizontal que se produce por deslizamiento a favor de las superficies de estratificación.
Ante los esfuerzos tectónicos horizontales que produce el desplazamiento horizontal de las placas, zócalo y cobertera responden de diferente manera. Se distingue entre una tectónica de zócalo, basada en el fallamiento del zócalo, y una tectónica de revestimiento, como la que da lugar al relieve jurásico.

## En la península ibérica
En la parte cratónica de la península ibérica (Macizo Ibérico, en las regiones centrales y occidentales) el zócalo ha sufrido una tectónica característica, con levantamientos que siguen la dirección de las cadenas alpinas de los orógenos próximos, los Pirineos y las Cordilleras Béticas.